# 石经墙
石经墙，位于中国青海省泽库县和日乡和日村，为第四批青海省文物保护单位，公布日期为1986年5月27日，类型为石窟寺及石刻。
石经墙的历史年代为清、民国。